# Diëtist

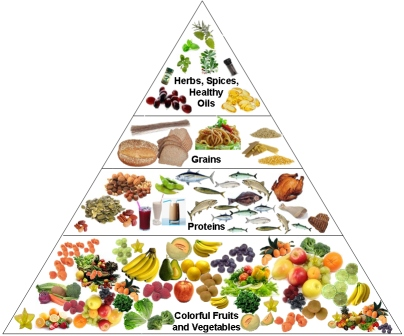
Voedingspiramide

Een diëtist(e) behoort tot de paramedische beroepen en is een specialist op het gebied van voeding in relatie tot ziekte. Een diëtist behandelt patiënten met een op maat gemaakt voedings- of dieetadvies. Hij of zij kan door het behandelen met een bepaald eetpatroon (dieet) de lichamelijke gezondheid bevorderen. Daarnaast heeft een diëtist(e) kennis van gedrag rondom de voeding en kan hij/zij de patiënt/cliënt begeleiden en motiveren bij het volgen van het dieet.

## Redenen voor bezoek
Diëten dienen als behandeling bij diverse ziekten of symptomen, zoals:
- Diabetes mellitus type 1 en type 2 (suikerziekte): bij diabetes mellitus wordt geadviseerd o.a. koolhydraten (alle suikers) regelmatig over de dag te verdelen, vetten te beperken en voedingsvezels te verrijken.
- Coeliakie: patiënten met coeliakie moeten een glutenvrij dieet volgen (gluten is een bestanddeel van tarwe, rogge, spelt en gerst). Vooral bij kinderen is het dan niet makkelijk om voldoende alternatieven te vinden. Daarbij moet het dieet volwaardig blijven en de voeding aantrekkelijk.
- Ondervoeding: veel patiënten zijn bij opname in het ziekenhuis ondervoed. Ondervoeding kan allerlei problemen geven, zoals een verhoogde kans op complicaties na een operatie. Een eiwitrijk en energierijk dieet kan dit risico verminderen.
- Allergieën: de diëtist helpt te diagnosticeren welke voedingsmiddelen klachten veroorzaken.
- Welvaartsziekten: overgewicht (BMI 25-30), obesitas (BMI > 30), hart en vaatziekten, hypercholesterolemie en diabetes mellitus type 2

Verder kan een diëtist algemeen advies geven over gezonde eet- en leefgewoonten. Hij kan sporters helpen hun voedingspatroon te optimaliseren naar behoefte, zodat zij beter kunnen presteren.

## Nederland
Het beroep ‘diëtist’ is sinds 1997 geregeld in de wet op de Beroepen in de Individuele Gezondheidszorg: de wet BIG. Door de Wet BIG is de beroepsuitoefening van de diëtist niet meer beschermd. Dat betekent dat iedereen onderzoeken en behandelingen op het gebied van voeding en diëtetiek en dus het geven van dieetadviezen mag uitvoeren. De titel "diëtist" is echter wel beschermd, en deze personen hebben allemaal een erkend diploma HBO Voeding & Diëtetiek met een medische achtergrond. Diëtisten staan ingeschreven in het Kwaliteitsregister Paramedici (KP), dit is een openbaar register. Hier kunnen diëtisten zich in registreren als zij de opleiding hebben afgerond en voldoen aan de kwaliteitseisen van het register.

## Opleiding
De opleiding tot diëtist (Voeding en Diëtetiek) is een hbo opleiding. Deze studie wordt in Nederland aangeboden bij de Hogeschool van Amsterdam, de Haagse Hogeschool, Hanze Hogeschool en HAN Hogeschool. Verder kan deze studie ook thuis (in deeltijd) gevolgd worden. Tijdens de studie dienen 240 ECTS behaald te worden.

## België
Sinds 1997 is in België de titel van diëtist beschermd. Alleen wie (minstens) het diploma "gegradueerde in de voedings- en dieetleer" heeft behaald, of ook "professionele bachelor in de voedings- en dieetkunde", mag zich diëtist(e) noemen. Het RIZIV vergoedt de kosten voor een diëtist niet altijd. Via de ziekteverzekering kunnen wel sommige raadplegingen worden vergoed, zo onder meer voor chronisch zieken.

## Beroepsuitoefening
Diëtisten kunnen zowel een zelfstandige praktijk hebben als in loondienst werken, zoals in ziekenhuizen en verzorgingstehuizen, maar ook in voedingsmiddelenbedrijven, cateringbedrijven en producenten van bereide maaltijden. Een diëtist kan aangesloten zijn bij een zorgverzekeraar, maar dat is geen vereiste. 